# Demi World Tour
Tournées par Demi Lovato
The Neon Lights Tour (2014) Future Now Tour (2016)
Le Demi World Tour est la cinquième tournée de la chanteuse américaine Demi Lovato et la première au niveau mondial. Elle sert de promotion pour son quatrième album DEMI sorti en mai 2013 qui a débuté le 6 septembre 2014 à Baltimore aux États-Unis.

## Développement
Peu de temps après sa tournée The Neon Lights Tour qui s'est déroulée uniquement en Amérique du Nord et en Amérique du Sud, elle révèle le 28 avril 2014 une tournée européenne. Le 29 mai 2014, Lovato annonce la tournée et quelques dates en Amérique du Nord sur son site officiel et via une vidéo de sa chaîne YouTube. La chanteuse Christina Perri et le duo musical MKTO (en) feront la première partie des concerts de durant la première partie de la tournée en Amérique du Nord,. Les billets sont disponibles depuis le 6 juin 2014. En août 2014, lors de son apparition à Good Morning America, elle annonce que Becky G fera partie de la tournée,.

## Setlist[9]
Note : Cette liste correspond à la setlist du concert du 25 octobre 2014. Il est possible qu'elle change lors de certains concerts.
1. Really Don't Care
2. The Middle
3. Fire Starter
4. Remember December
5. Heart Attack
6. My Love Is Like a Star
7. Don't Forget/Catch Me (Acoustique)
8. Get Back (Acoustique)
9. Let It Go
10. Warrior
11. Two Pieces
12. Thriller (reprise de Michael Jackson)
13. Got Dynamite
14. Nightingale
15. Skyscraper
16. Give Your Heart a Break

Encore
1. Neon Lights

## Dates[10]
| Date              | Ville               | Pays             | Salle                                           | Première(s) partie(s)           | Affluence               | Revenu     |
| ----------------- | ------------------- | ---------------- | ----------------------------------------------- | ------------------------------- | ----------------------- | ---------- |
| Amérique du Nord, |                     |                  |                                                 |                                 |                         |            |
| 6 septembre 2014  | Baltimore           | États-Unis       | Baltimore Arena                                 | Christina Perri MKTO            | —                       | —          |
| 7 septembre, 2014 | Albany              | États-Unis       | Times Union Center                              | Christina Perri MKTO            | 4,840 / 6,449           | $212,441   |
| 9 septembre 2014  | Pittsburgh          | États-Unis       | Petersen Events Center                          | Christina Perri MKTO            | —                       | —          |
| 12 septembre 2014 | Raleigh             | États-Unis       | PNC Arena                                       | MKTO                            | 8,073 / 9,655           | $340,060   |
| 14 septembre 2014 | Miami               | États-Unis       | American Airlines Arena                         | MKTO Becky G Christina Perri    | —                       | —          |
| 15 septembre 2014 | Orlando             | États-Unis       | Amway Center                                    | MKTO Becky G Christina Perri    | 7,678 / 9,193           | $311,707   |
| 17 septembre 2014 | La Nouvelle-Orléans | États-Unis       | Lakefront Arena                                 | MKTO Becky G                    | —                       | —          |
| 19 septembre 2014 | San Antonio         | États-Unis       | AT&T Center                                     | MKTO Becky G                    | —                       | —          |
| 21 septembre 2014 | Tulsa               | États-Unis       | BOK Center                                      | MKTO Becky G                    | 4,114 / 5,127           | $155,178   |
| 23 septembre 2014 | Kansas City         | États-Unis       | Sprint Center                                   | Christina Perri MKTO Becky G    | —                       | —          |
| 25 septembre 2014 | Denver              | États-Unis       | Pepsi Center                                    | Christina Perri MKTO Becky G    | —                       | —          |
| 27 septembre 2014 | Los Angeles         | États-Unis       | Staples Center                                  | Christina Perri MKTO Becky G    | 9,371 / 9,777           | $450,996   |
| 28 septembre 2014 | San Diego           | États-Unis       | Viejas Arena                                    | Christina Perri MKTO Becky G    | —                       | —          |
| 2 octobre 2014    | Seattle             | États-Unis       | Comcast Arena                                   | Christina Perri MKTO Becky G    | —                       | —          |
| 4 octobre 2014    | Edmonton            | Canada           | Rexall Place                                    | Christina Perri MKTO Andee      | —                       | —          |
| 5 octobre 2014    | Calgary             | Canada           | Scotiabank Saddledome                           | Christina Perri MKTO Andee      | —                       | —          |
| 7 octobre 2014    | Saskatoon           | Canada           | Credit Union Centre                             | Christina Perri MKTO Andee      | —                       | —          |
| 10 octobre 2014   | Sioux Falls         | États-Unis       | Denny Sanford Premier Center                    | Christina Perri Restless Road   | —                       | —          |
| 11 octobre 2014   | Moline              | États-Unis       | iWireless Center                                | Christina Perri Restless Road   | —                       | —          |
| 14 octobre 2014   | Chicago             | États-Unis       | United Center                                   | Christina Perri MKTO Bea Miller | —                       | —          |
| 15 octobre 2014   | Louisville          | États-Unis       | KFC Yum! Center                                 | Christina Perri MKTO Bea Miller | —                       | —          |
| 17 octobre 2014   | Uncasville          | États-Unis       | Mohegan Sun Arena                               | Christina Perri MKTO Bea Miller | 6,619 / 7,048           | $327,641   |
| 19 octobre 2014   | Montréal            | Canada           | Bell Centre                                     | Christina Perri MKTO Andee      | 7,881 / 9,382           | $444,395   |
| 20 octobre 2014   | Hamilton            | Canada           | FirstOntario Centre                             | Christina Perri MKTO Andee      | 5,377 / 6,372           | $295,600   |
| 22 octobre 2014   | Manchester          | États-Unis       | Verizon Wireless Arena                          | Christina Perri MKTO Bea Miller | 4,807 / 5,000           | $232,535   |
| 24 octobre 2014   | Hershey             | États-Unis       | Giant Center                                    | Christina Perri MKTO Bea Miller | —                       | —          |
| 25 octobre 2014   | Newark              | États-Unis       | Prudential Center                               | Christina Perri MKTO Kiesza     | —                       | —          |
| 27 octobre 2014   | Brooklyn            | États-Unis       | Barclays Center                                 | Christina Perri MKTO Kiesza     | 11,409 / 12,482         | $499,013   |
| Europe            |                     |                  |                                                 |                                 |                         |            |
| 16 novembre 2014  | Istanbul            | Turquie          | Ülker Sports Arena                              | —                               | —                       | —          |
| Océanie           |                     |                  |                                                 |                                 |                         |            |
| 17 avril 2015     | Brisbane            | Australie        | Brisbane Convention Centre                      | Masketta Fall                   | —                       | —          |
| 18 avril 2015     | Sydney              | Australie        | Hordern Pavilion                                | Masketta Fall                   | —                       | —          |
| 21 avril 2015     | Perth               | Australie        | Challenge Stadium                               | Masketta Fall                   | —                       | —          |
| 24 avril 2015     | Melbourne           | Australie        | Margaret Court Arena                            | Masketta Fall                   | —                       | —          |
| 26 avril 2015     | Auckland            | Nouvelle-Zélande | Vector Arena                                    | Jamie McDell                    | —                       | —          |
| Asie              |                     |                  |                                                 |                                 |                         |            |
| April 28, 2015    | Singapour           | Singapour        | Suntec Singapore Convention & Exhibition Centre | —                               | —                       | —          |
| 30 avril 2015     | Manille             | Philippines      | Mall of Asia Arena                              | —                               | —                       | —          |
| 2 mai 2015        | Zhenjiang           | Chine            | Chang Jiang Music Festival                      | —                               | —                       | —          |
| 4 mai 2015        | Kuala Lumpur        | Malaisie         | KL Live at Life Centre                          | —                               | —                       | —          |
| 5 mai 2015        | Phnom Penh          | Cambodge         | Koh Pich                                        | Laura Mam                       | 10,000 / 10,000         | —          |
| 9 mai 2015        | Hô-Chi-Minh-Ville   | Viêt Nam         | Phu Tho Indoor Stadium                          | —                               | 50,000 / 50,000         | —          |
| 24 mai 2015       | Jakarta             | Indonésie        | Indonesia Convention Exhibition                 | —                               | —                       |            |
| Total             | Total               | Total            | Total                                           | Total                           | 147,403 / 155,110 (95%) | $4,444,021 |